# Нью-Провиденс
Нью-Про́виденс (англ. New Providence) — наиболее густонаселённый остров Багамских островов, центр туризма и отдыха.

## История

### Заселение
Хотя первыми европейцами, посетившими Багамы, были сборщики соли из Бермуд, собиравшие морскую соль на островах Гранд-Терк и Инагуа после 1670 года, впервые постоянно был заселён остров Эльютера, а вскоре после этого и Нью-Провиденс. Привлекательность острова Нью-Провиденс заключалась в одной из наиболее защищенных естественных гаваней для небольших судов в Вест-Индии.

### Прибежище пиратов
Из-за наличия гавани и близкого соседства с Флоридским проливом Нью-Провиденс стал прибежищем пиратов, нападающих в основном на испанские суда, возвращающиеся в Испанию гружеными золотом, серебром и другими сокровищами. Пик деятельности пиратов приходился на период с 1715 по 1725 год, после чего британское правительство основало официальную колонию и военный штаб с центром в небольшом городке Нассау, стоящем на берегу гавани острова Нью-Провиденс.

### Нью-Провиденс во время американской революции
В феврале 1776 года Изек Хопкинс (Esek Hopkins) возглавил эскадру в составе более 7 кораблей в попытке напасть на британский остров с целью пополнения запасов и оружия. 3 марта Хопкинс высадил первый морской десант вооруженных сил США численностью 250 морских пехотинцев и моряков. Под огневым прикрытием кораблей «Провиденс» (12) и «Хорнет» (10), атакующие захватили форт Монтань (Fort Montagne). Англичане отступили в форт Нассау, но затем сдались американским войскам. Американцам удалось завладеть 88 пушками и 15 мортирами, но большая часть вожделенного пороха была вывезена до захвата. Хопкинсу потребовалось две недели, чтобы загрузить свои корабли добычей, прежде чем он вернулся домой.

### После американской революции
После Американской революции на Нью-Провиденс и близлежащие острова эмигрировало несколько тысяч лоялистов со своими рабами в надежде восстановить плантационное земледелие. Бедные почвы и редкие осадки обрекли это предприятие на неудачу, и к началу XIX века Багамы почти обезлюдели. Кое-где продолжалась добыча соли, сбор выброшенных морем на берег после кораблекрушений предметов был прибыльным занятием на Большой Багаме, но Нью-Провиденс был единственным более-менее процветавшим островом благодаря наличию крупной британской военной базы. Крепости ветшали и были заброшены к 1850 году. 
В целом, у острова было два периода успешного экономического развития — во время Гражданской войны в США и во время действия сухого закона, когда остров стал центром контрабанды.

## Нью-Провиденс в наши дни
После 1960 года Нью-Провиденс стал местом отдыха американцев. Там появилось много туристических объектов, включая углубленную гавань для краткосрочных заходов круизных судов и гостиницы с игорными заведениями. На острове Нью-Провиденс живут две трети из 300 тысяч багамцев, хотя их доля несколько снизилась с развитием Фрипорта на о. Большой Багама.

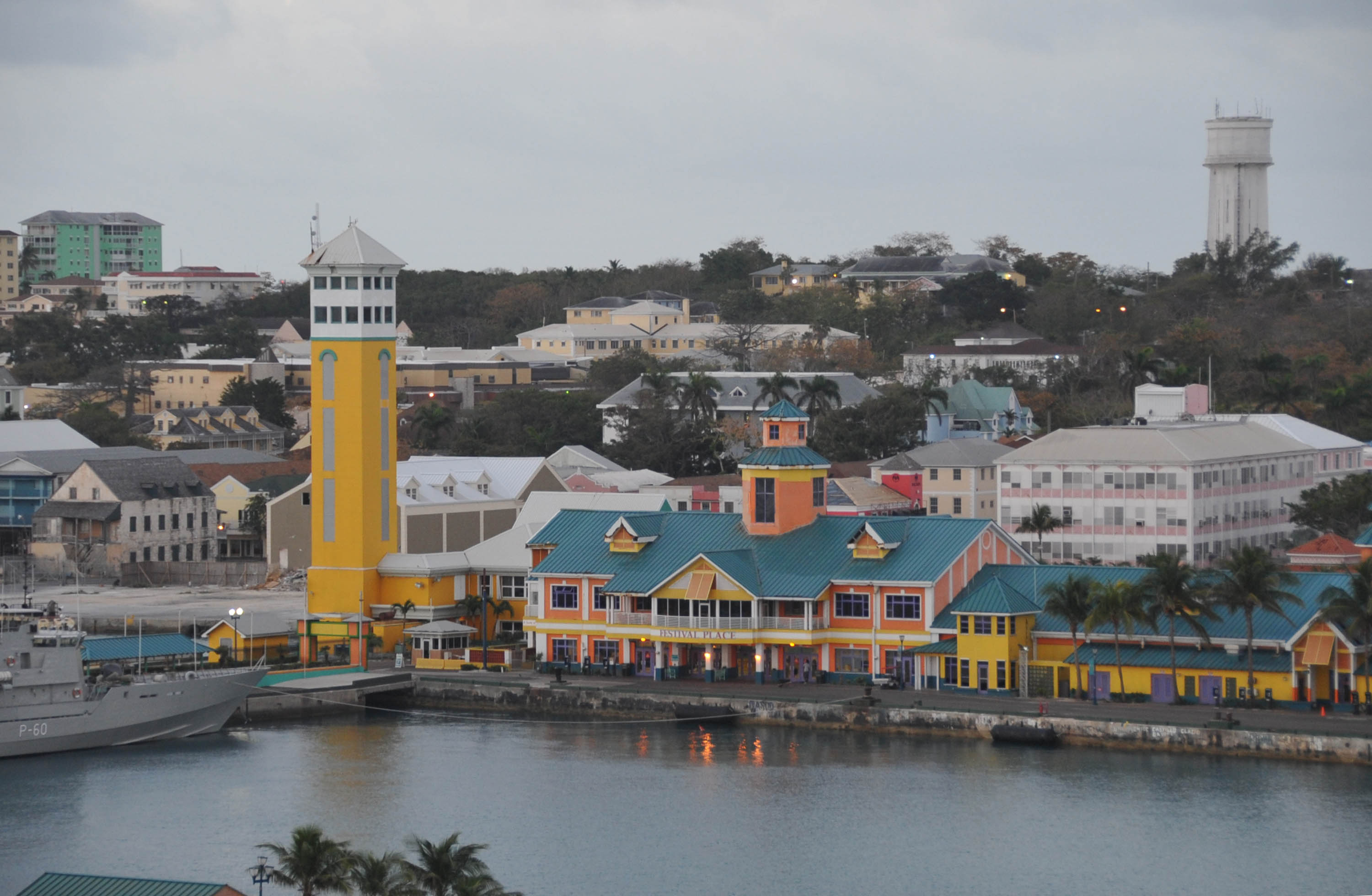
Терминал для круизных судов в Нассау

## Административное деление

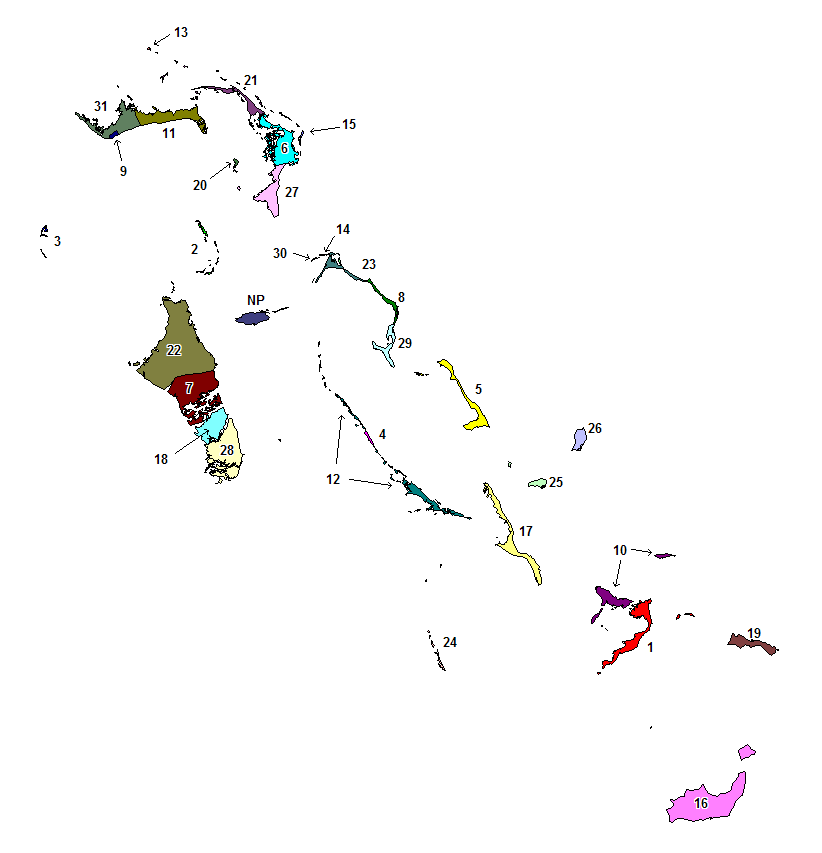
Карта районов Багамских островов

Нью-Провиденс — один из 32 районов Багамских островов. На карте он обозначен номером 32. Административный центр района — столица Багамских островов город Нассау. Площадь района — 207 км². Население — 248 948 человек (2010).